# Phyllosticta lychnidina
Phyllosticta lychnidina är en svampart som beskrevs av Grove 1918. Phyllosticta lychnidina ingår i släktet Phyllosticta och familjen Botryosphaeriaceae.   Inga underarter finns listade i Catalogue of Life.